# دوتشومان
دوتشومان هي قرية في مقاطعة بيرانشهر، إيران. عدد سكان هذه القرية هو 78 في سنة 2006.